# شاهین خالدان
شاهین خالدان (انگلیسی: Shahin Khaledan؛ زادهٔ ۷ ژوئن ۱۹۹۰) تنیس‌باز اهل ایران است. بالاترین رتبه وی در انجمن تنیس حرفه‌ای ۹۱۲ در ۲۲ اکتبر ۲۰۱۲ بوده‌است.